# SWR Sinfonieorchester Baden-Baden und Freiburg

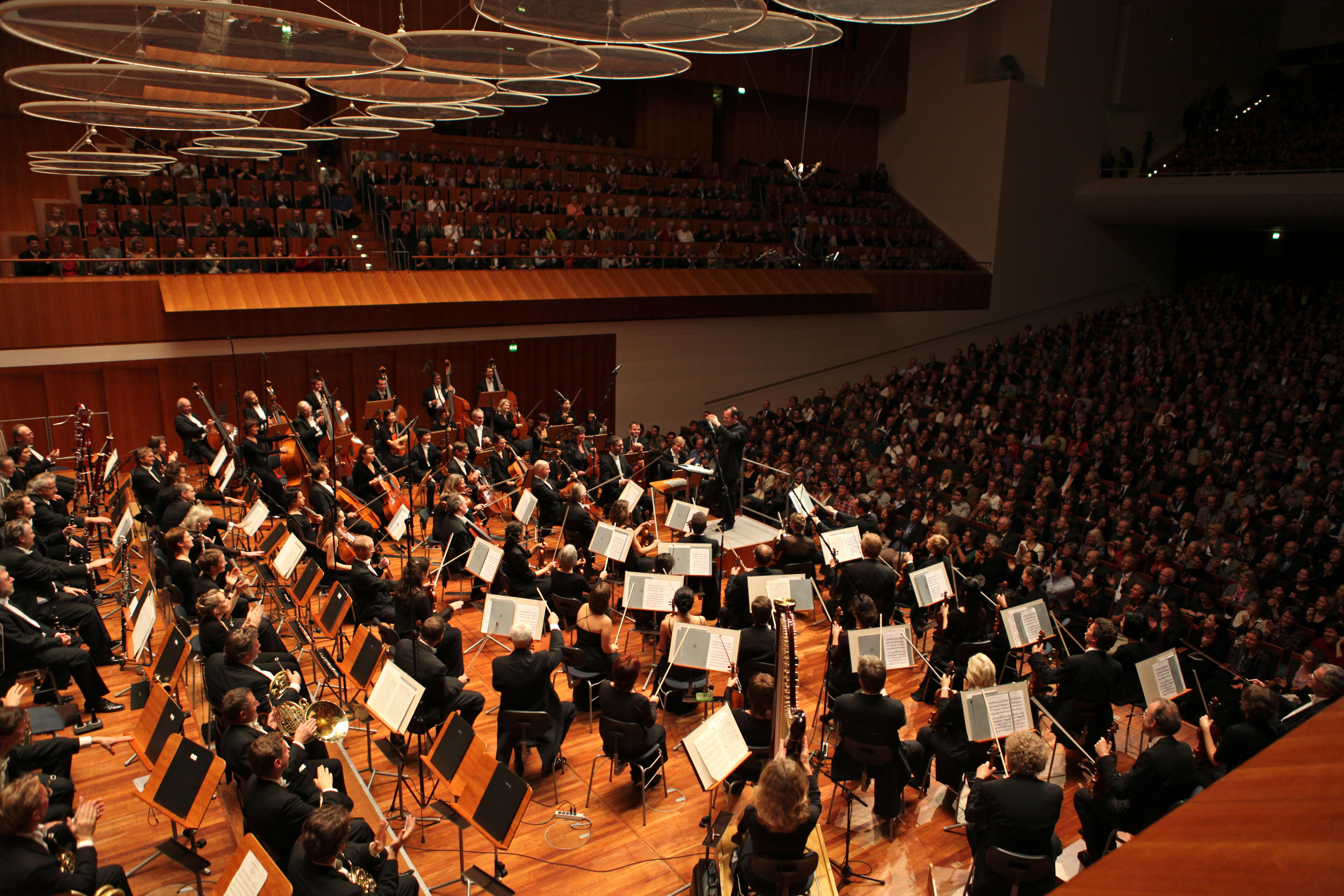
SWR Sinfonieorchester Baden-Baden und Freiburg, Chefdirigent François-Xavier Roth

Das SWR Sinfonieorchester Baden-Baden und Freiburg war eines von zwei Sinfonieorchestern des Südwestrundfunks (SWR). Seit seiner Gründung 1946 als Philharmonisches Orchester des Südwestfunks war es für zahlreiche Uraufführungen Neuer Musik bekannt. Ab 1950 hatte das Orchester seinen Sitz im Baden-Badener Hans-Rosbaud-Studio, bevor es 1996 ins Konzerthaus Freiburg umzog.
Zur Spielzeit 2016/17 wurde das Orchester mit dem Radio-Sinfonieorchester Stuttgart zum SWR Symphonieorchester zusammengelegt. Sitz des fusionierten Orchesters ist Stuttgart.

## Geschichte

Logo des SWR Sinfonieorchesters

Gegründet am 1. Februar 1946 in Baden-Baden unter dem Namen Philharmonisches Orchester des Südwestfunks wurde es noch im selben Jahr in Großes Orchester des Südwestfunks umbenannt. Unter dem Chefdirigenten Hans Rosbaud wurde bereits 1950 mit dem ersten Auftritt bei den Donaueschinger Musiktagen für zeitgenössische Tonkunst der Grundstein für die Ausrichtung des Orchesters gelegt. Seither hat das Orchester etwa 500 Werke uraufgeführt. 1966 wurde das Orchester erneut umbenannt in Sinfonieorchester des Südwestfunks. 1996 erfolgte der Umzug von dem auf dem Baden-Badener SWF-Gelände gelegenen Hans-Rosbaud-Studio in das größere, neu gebaute Konzerthaus Freiburg. Mit der Fusion von SDR und SWF zum SWR erhielt das Orchester 1998 seinen letzten Namen.
Seit 1949 unternahm das Orchester auch regelmäßig weltweite Konzerttourneen, so gestaltete es zu Mozarts 250. Geburtsjubiläum am 27. Januar 2006 das Festkonzert im Wiener Konzerthaus. Am 1. Februar 2006 feierte das Sinfonieorchester seinen 60. Geburtstag mit einem Festkonzert im Konzerthaus Freiburg. Seinen 70. Geburtstag feierte das Sinfonieorchester vom 8. bis zum 11. Mai 2016 mit einem Festival im Konzerthaus Freiburg.
Am 28. September 2012 beschloss der SWR-Rundfunkrat, konkrete Schritte für die Fusion des Orchesters mit dem Radio-Sinfonieorchester Stuttgart im Jahr 2016 zu planen.  Daraufhin wurde das Sinfonieorchester im Oktober 2012 in die Rote Liste Kultur des Deutschen Kulturrates aufgenommen und in die Kategorie 1 als von der Schließung bedroht eingestuft. In den letzten Jahren bis zur Fusion wurde vielfältig gegen die Fusion der Orchester protestiert, so schrieben unter anderem 148 Komponisten ebenso wie 160 Dirigenten einen offenen Brief an den SWR-Intendanten, um sich gegen »das Ende der Selbstständigkeit eines weltweit einmaligen Orchesters mit unverwechselbarem Profil« zu erheben. Eine Rettung des Orchesters durch Überführung in eine Stiftung schlug aufgrund zu geringer Zusagen für das Stiftungskapital fehl. Die Fusion sollte ohne Entlassungen vonstattengehen. Der Stellenabbau werde nur „durch altersbedingte Abgänge“ erfolgen. Die Deutsche Orchestervereinigung forderte, darüber einen Tarifvertrag abzuschließen.
Das Orchester verabschiedete sich von seinem Publikum am 16. Juli 2016 mit einem Konzert auf dem Freiburger Münsterplatz und am 17. Juli 2016 mit einem letzten Konzert im Freiburger Konzerthaus.

## Chefdirigenten

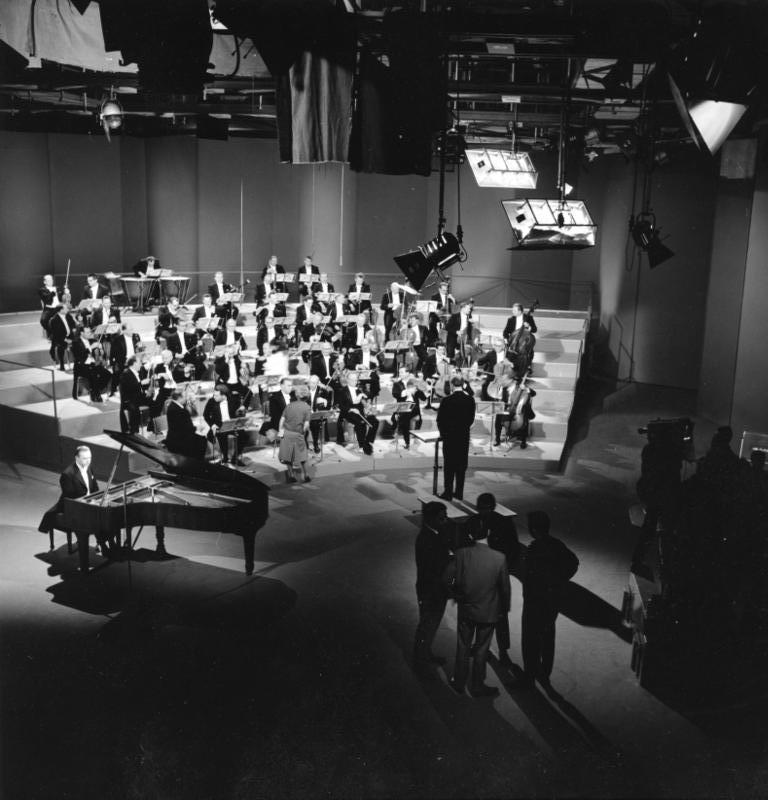
Fernsehaufzeichnung mit dem Sinfonieorchester des Südwestfunks 1964. Dirigent Ernest Bour, am Piano Rudolf Firkušný

- 1946–1948: Gotthold Ephraim Lessing
- 1948–1962: Unter Hans Rosbaud hatte das Orchester Uraufführungen mit Werken von Paul Hindemith und Igor Strawinski, die beide auch als Gastdirigenten auftraten. 1958 startete Pierre Boulez seine Karriere als Dirigent als artist-in-residence in Baden-Baden.
- 1964–1979: Ernest Bour dirigierte neben György Ligetis Lontano über 100 Uraufführungen, behielt aber auch das klassische Programm bei.
- 1980–1986: Das osteuropäische Programm mit Tschaikowski, Schostakowitsch und Lutosławski genießt unter Kazimierz Kord Zuwendung.
- 1986–1999 Unter dem Motto „Musik ist unteilbar“ griff Michael Gielen das Konzept der Gleichberechtigung von klassischer Musik und Moderne auf und präsentierte neben weiteren Uraufführungen von Spahlinger bis Kagel auch Kompletteinspielungen der Sinfonien von Beethoven und Mahler. Michael Gielen war ab 2002 „Ehrendirigent“ des Orchesters.
- 1999–2011: Neben der Vorliebe für Mozart und Haydn spielte Sylvain Cambreling mit dem Orchester Zyklen von Messiaen und Berlioz ein und erweiterte das französische Repertoire zudem mit unbekannteren Komponisten von Rameau bis Gérard Grisey.
- 2011–2016: François-Xavier Roth führt das Profil des Orchesters konsequent weiter: Mit dem Leitsatz „Wir spielen Neue Musik aus allen Zeiten“ stellt er in den Konzertprogrammen Werke von Beethoven und Boulez, Strauss und Rihm, Debussy und Ligeti gegenüber. Zu den Uraufführungen kommen zahlreiche Wiederaufführungen von vom SWR Sinfonieorchester in den vergangenen Jahrzehnten uraufgeführten Werken.[10]

## Auszeichnungen (Auszug)
- 2009: Jahrespreis der deutschen Schallplattenkritik für die Einspielung Werke für Orchester von Olivier Messiaen. Sylvain Cambreling erhielt für diese Aufnahmen den ECHO Klassik als Dirigent des Jahres.
- 2010: Midem Classical Award in der Kategorie zeitgenössische Musik für die Einspielung Werke für Orchester von Olivier Messiaen.
- 2013: Ehrenpreis der Deutschen Schallplattenkritik für seine Verdienste um eine lebendige heutige Musikkultur.[11]
- 2014 ECHO Klassik in der Kategorie Orchester des Jahres für Hans Zender: Logos Fragmente (Canto IX)[12]
- 2014: Nominierung für den Grammy 2015 in der Kategorie Best Opera Recording für Arnold Schönbergs Moses und Aron mit Andreas Conrad, Franz Grundheber, dem SWR Sinfonieorchester Baden-Baden und Freiburg und der EuropaChorAkademie unter Leitung von Sylvain Cambreling (Produzent: Reinhard Oechsler)[13]